# كولين وليامز (صحفية)
كولين وليامز (بالإنجليزية: Colleen Williams)‏ هي صحفية أمريكية، ولدت في 20 أبريل 1955 في وينستون-سالم في الولايات المتحدة.

## وصلات خارجية
- كولين وليامز على موقع IMDb (الإنجليزية)